# Neotanypeza flavibasis
Neotanypeza flavibasis är en tvåvingeart som först beskrevs av Günther Enderlein 1936.  Neotanypeza flavibasis ingår i släktet Neotanypeza och familjen långbensflugor. Inga underarter finns listade i Catalogue of Life.